# Adelphicos latifasciatum
Adelphicos latifasciatum (оахакська риюча змія) — вид змій родини полозових (Colubridae). Ендемік Мексики.

## Поширення і екологія
Оахакські риючі змії мешкають в горах Сьєрра-де-лос-Чімалапас та Серро-Баул на півночі штату Оахака та на крайньому заході Чіапаса. Вони живуть в соснових лісах і гірських хмарних лісах, зокрема в біосферному заповіднику Ла-Сепультура, трапляються на плантаціях. Зустрічаються на висоті від 1500 до 1900 м над рівнем моря.